# Ipimorpha curvata
Ipimorpha curvata là một loài bướm đêm trong họ Noctuidae.